# Grand Prix Formule 1 van Spanje 2015
De Grand Prix Formule 1 van Spanje 2015 werd gehouden op 10 mei 2015 op het Circuit de Barcelona-Catalunya. Het was de vijfde race van het kampioenschap.

## Wedstrijdverslag

### Achtergrond

#### DRS-systeem
Voor het DRS-systeem werd, net zoals in 2014, twee detectiepunten gebruikt. Het meetpunt voor de eerste zone lag voor bocht 16, waarna het DRS-systeem op het rechte stuk van start/finish open mocht. Het meetpunt voor de tweede zone lag op het rechte stuk tussen de bochten 8 en 9, waarna het DRS-systeem na bocht 9 open mocht. Wanneer een coureur bij deze meetpunten binnen een seconde achter een andere coureur reed, mocht hij zijn achtervleugel open zetten.

### Kwalificatie
Nico Rosberg behaalde voor Mercedes zijn eerste pole position van het jaar, voor zijn teamgenoot Lewis Hamilton. Sebastian Vettel kwalificeerde zich voor Ferrari als derde, voor de Williams van Valtteri Bottas. Het Toro Rosso-duo Carlos Sainz jr. en Max Verstappen kwalificeerde zich, respectievelijk als vijfde en zesde, voor de Ferrari van Kimi Räikkönen. Daniil Kvjat zette voor Red Bull de achtste tijd neer, voor de Williams van Felipe Massa en teamgenoot Daniel Ricciardo.

### Race
Nico Rosberg won zijn eerste race van het seizoen, met teamgenoot Lewis Hamilton achter zich. Sebastian Vettel eindigde als derde, terwijl Valtteri Bottas en Kimi Räikkönen nog tot de laatste ronde om de vierde plaats vochten, een strijd die werd gewonnen door Bottas. Felipe Massa was op de zesde plaats de laatste coureur die niet op een ronde achterstand werd gereden. Daniel Ricciardo werd zevende, voor de Lotus van Romain Grosjean. Carlos Sainz jr. pakte in de laatste ronde de negende plaats af van Daniil Kvjat, die de top 10 afsloot. 

## Vrije trainingen
- Er wordt enkel de top 5 weergegeven.

| Vrije training 1 | Pos | No | Coureur          | Constructeur       | Tijd     |
| ---------------- | --- | -- | ---------------- | ------------------ | -------- |
| Vrije training 1 | 1   | 6  | Nico Rosberg     | Mercedes           | 1:26.828 |
| Vrije training 1 | 2   | 44 | Lewis Hamilton   | Mercedes           | 1:26.898 |
| Vrije training 1 | 3   | 5  | Sebastian Vettel | Ferrari            | 1:27.806 |
| Vrije training 1 | 4   | 7  | Kimi Räikkönen   | Ferrari            | 1:27.832 |
| Vrije training 1 | 5   | 55 | Carlos Sainz jr. | Toro Rosso-Renault | 1:28.132 |
| Vrije training 2 | Pos | No | Coureur          | Constructeur       | Tijd     |
| Vrije training 2 | 1   | 44 | Lewis Hamilton   | Mercedes           | 1:26.852 |
| Vrije training 2 | 2   | 5  | Sebastian Vettel | Ferrari            | 1:27.260 |
| Vrije training 2 | 3   | 6  | Nico Rosberg     | Mercedes           | 1:27.616 |
| Vrije training 2 | 4   | 7  | Kimi Räikkönen   | Ferrari            | 1:27.780 |
| Vrije training 2 | 5   | 26 | Daniil Kvjat     | Red Bull-Renault   | 1:27.943 |
| Vrije training 3 | Pos | No | Coureur          | Constructeur       | Tijd     |
| Vrije training 3 | 1   | 6  | Nico Rosberg     | Mercedes           | 1:26.021 |
| Vrije training 3 | 2   | 5  | Sebastian Vettel | Ferrari            | 1:26.177 |
| Vrije training 3 | 3   | 44 | Lewis Hamilton   | Mercedes           | 1:26.222 |
| Vrije training 3 | 4   | 77 | Valtteri Bottas  | Williams-Mercedes  | 1:26.682 |
| Vrije training 3 | 5   | 7  | Kimi Räikkönen   | Ferrari            | 1:26.944 |

Testcoureurs:
 Raffaele Marciello (Sauber-Ferrari, P12)
 Jolyon Palmer (Lotus-Mercedes, P13)
 Susie Wolff (Williams-Mercedes, P14)

## Kwalificatie
| Pos                 | No | Coureur          | Constructeur         | Q1       | Q2       | Q3       | Grid |
| ------------------- | -- | ---------------- | -------------------- | -------- | -------- | -------- | ---- |
| 1                   | 6  | Nico Rosberg     | Mercedes             | 1:26.490 | 1:25.166 | 1:24.681 | 1    |
| 2                   | 44 | Lewis Hamilton   | Mercedes             | 1:26.382 | 1:25.740 | 1:24.948 | 2    |
| 3                   | 5  | Sebastian Vettel | Ferrari              | 1:27.534 | 1:26.167 | 1:25.458 | 3    |
| 4                   | 77 | Valtteri Bottas  | Williams-Mercedes    | 1:27.262 | 1:26.197 | 1:25.694 | 4    |
| 5                   | 55 | Carlos Sainz jr. | Toro Rosso-Renault   | 1:26.773 | 1:26.475 | 1:26.136 | 5    |
| 6                   | 33 | Max Verstappen   | Toro Rosso-Renault   | 1:27.393 | 1:26.441 | 1:26.249 | 6    |
| 7                   | 7  | Kimi Räikkönen   | Ferrari              | 1:26.637 | 1:26.016 | 1:26.414 | 7    |
| 8                   | 26 | Daniil Kvjat     | Red Bull-Renault     | 1:27.833 | 1:26.889 | 1:26.629 | 8    |
| 9                   | 19 | Felipe Massa     | Williams-Mercedes    | 1:27.165 | 1:26.147 | 1:26.757 | 9    |
| 10                  | 3  | Daniel Ricciardo | Red Bull-Renault     | 1:27.611 | 1:26.692 | 1:26.770 | 10   |
| 11                  | 8  | Romain Grosjean  | Lotus-Mercedes       | 1:27.383 | 1:27.375 |          | 11   |
| 12                  | 13 | Pastor Maldonado | Lotus-Mercedes       | 1:27.281 | 1:27.450 |          | 12   |
| 13                  | 14 | Fernando Alonso  | McLaren-Honda        | 1:27.941 | 1:27.760 |          | 13   |
| 14                  | 22 | Jenson Button    | McLaren-Honda        | 1:27.813 | 1:27.854 |          | 14   |
| 15                  | 12 | Felipe Nasr      | Sauber-Ferrari       | 1:27.625 | 1:28.005 |          | 15   |
| 16                  | 9  | Marcus Ericsson  | Sauber-Ferrari       | 1:28.112 |          |          | 16   |
| 17                  | 27 | Nico Hülkenberg  | Force India-Mercedes | 1:28.365 |          |          | 17   |
| 18                  | 11 | Sergio Pérez     | Force India-Mercedes | 1:28.442 |          |          | 18   |
| 19                  | 28 | Will Stevens     | Marussia-Ferrari     | 1:31.200 |          |          | 19   |
| 20                  | 98 | Roberto Merhi    | Marussia-Ferrari     | 1:32.038 |          |          | 20   |
| 107% tijd: 1:32.428 |    |                  |                      |          |          |          |      |

## Race
| Pos | No | Coureur          | Constructeur         | Rondes | Tijd/Oorzaak uitval | Grid | Punten |
| --- | -- | ---------------- | -------------------- | ------ | ------------------- | ---- | ------ |
| 1   | 6  | Nico Rosberg     | Mercedes             | 66     | 1:41:12.555         | 1    | 25     |
| 2   | 44 | Lewis Hamilton   | Mercedes             | 66     | +17.551             | 2    | 18     |
| 3   | 5  | Sebastian Vettel | Ferrari              | 66     | +45.342             | 3    | 15     |
| 4   | 77 | Valtteri Bottas  | Williams-Mercedes    | 66     | +59.217             | 4    | 12     |
| 5   | 7  | Kimi Räikkönen   | Ferrari              | 66     | +1:00.002           | 7    | 10     |
| 6   | 19 | Felipe Massa     | Williams-Mercedes    | 66     | +1:21.314           | 9    | 8      |
| 7   | 3  | Daniel Ricciardo | Red Bull-Renault     | 65     | +1 ronde            | 10   | 6      |
| 8   | 8  | Romain Grosjean  | Lotus-Mercedes       | 65     | +1 ronde            | 11   | 4      |
| 9   | 55 | Carlos Sainz jr. | Toro Rosso-Renault   | 65     | +1 ronde            | 5    | 2      |
| 10  | 26 | Daniil Kvjat     | Red Bull-Renault     | 65     | +1 ronde            | 8    | 1      |
| 11  | 33 | Max Verstappen   | Toro Rosso-Renault   | 65     | +1 ronde            | 6    |        |
| 12  | 12 | Felipe Nasr      | Sauber-Ferrari       | 65     | +1 ronde            | 15   |        |
| 13  | 11 | Sergio Pérez     | Force India-Mercedes | 65     | +1 ronde            | 18   |        |
| 14  | 9  | Marcus Ericsson  | Sauber-Ferrari       | 65     | +1 ronde            | 16   |        |
| 15  | 27 | Nico Hülkenberg  | Force India-Mercedes | 65     | +1 ronde            | 17   |        |
| 16  | 22 | Jenson Button    | McLaren-Honda        | 65     | +1 ronde            | 14   |        |
| 17  | 28 | Will Stevens     | Marussia-Ferrari     | 63     | +3 ronden           | 19   |        |
| 18  | 98 | Roberto Merhi    | Marussia-Ferrari     | 62     | +4 ronden           | 20   |        |
| DNF | 13 | Pastor Maldonado | Lotus-Mercedes       | 45     | crash               | 12   |        |
| DNF | 14 | Fernando Alonso  | McLaren-Honda        | 26     | Remmen              | 13   |        |

## Tussenstanden na de Grand Prix

### Coureurs
| Positie | Nummer | Rijder           | Team              | Punten |
| ------- | ------ | ---------------- | ----------------- | ------ |
| 1       | 44     | Lewis Hamilton   | Mercedes          | 111    |
| 2       | 6      | Nico Rosberg     | Mercedes          | 91     |
| 3       | 5      | Sebastian Vettel | Ferrari           | 80     |
| 4       | 7      | Kimi Räikkönen   | Ferrari           | 52     |
| 5       | 77     | Valtteri Bottas  | Williams-Mercedes | 42     |

### Constructeurs
| Positie | Team              | Punten |
| ------- | ----------------- | ------ |
| 1       | Mercedes          | 202    |
| 2       | Ferrari           | 132    |
| 3       | Williams-Mercedes | 81     |
| 4       | Red Bull-Renault  | 30     |
| 5       | Sauber-Ferrari    | 19     |